# Goncourt (Alta Marna)
Goncourt è un comune francese di 310 abitanti situato nel dipartimento dell'Alta Marna nella regione del Grand Est.

## Società

### Evoluzione demografica
Abitanti censiti